# Audrey Pichol
Audrey Pichol (ur. 7 października 1979) – francuska kolarka BMX, złota medalistka mistrzostw świata.

## Kariera
Największy sukces w karierze Audrey Pichol osiągnęła w 1999 roku, kiedy zdobyła złoty medal mistrzostw świata w kategorii elite podczas mistrzostw świata w Vallet. W zawodach tych bezpośrednio wyprzedziła Słowaczkę Dagmarę Polákovą oraz Szwajcarkę Tatjanę Schocher. Był to jedyny medal seniorski wywalczony przez Pichol na imprezie tej rangi. Ponadto na rozgrywanych dwa lata wcześniej mistrzostwach świata w Saskatoon była druga w kategorii juniorek. 